# Kermadecgraben

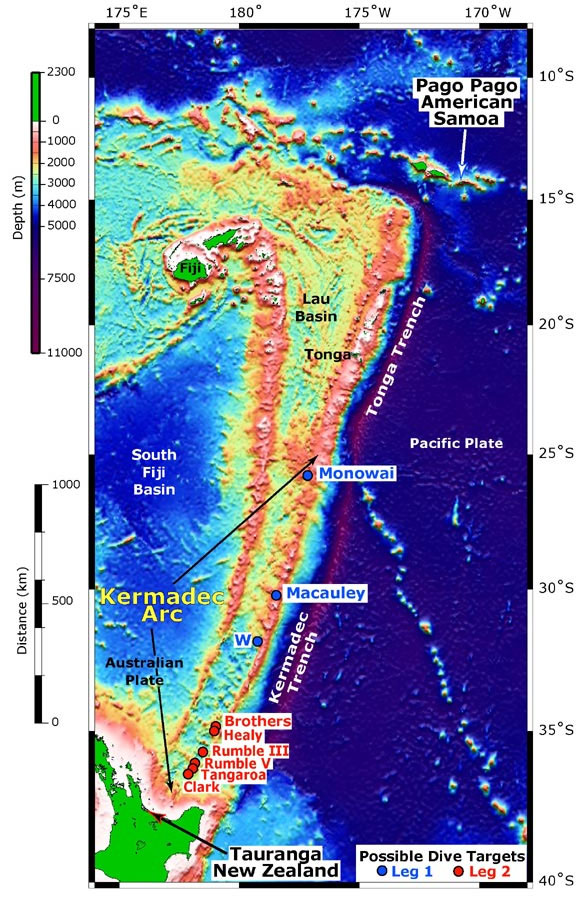
Kermandecgraben

Der Kermadecgraben ist eine bis 10.047 m tiefe und 1.350 km lange Tiefseerinne im südwestlichen Teil des Pazifischen Ozeans, die nach dem französischen Seefahrer und Entdecker Jean Michel Huon de Kermadec benannt wurde.

## Geographie
Als Südteil des Kermadec-Tonga-Grabens liegt der Kermadecgraben im südwestlichen Pazifik zwischen dem Tongagraben im Norden, dem Südpazifischen Becken im Osten, der Nordinsel von Neuseeland im Süden und dem Kermadec-Tonga-Rücken mit den Kermadecinseln im Westen. Er befindet sich etwa zwischen 28 und 36° südlicher Breite sowie 175 und 178° westlicher Länge. Tiefste Stelle des Kermadecgrabens ist das 10.047 m tiefe Witjastief 4.
Koordinaten: 28° 0′ 0″ S, 175° 0′ 0″ W

## Geologie
Der Kermadecgraben bildet einen Teil der tief eingeschnittenen Nahtstelle von Australischer Platte im Westen und Pazifikplatte im Osten. 

## Fauna
Im Kermadecgraben kommt endemisch der Tiefseefisch Notoliparis kermadecensis vor, der nach gegenwärtigem Wissen die am tiefsten vorkommende Fischart auf der südlichen Erdhemisphäre ist. Die Fische nehmen dort die Rolle eines Spitzenprädators ein und ernähren sich von kleineren Fischen, Flohkrebsen, Ruderfußkrebsen und Vielborstern.